# سانت كورن (كورنوال)
سانت كورن (بالإنجليزية: St Keverne)‏ هي قرية و أبرشية مدنية تقع في المملكة المتحدة في إنجلترا. يقدر عدد سكانها بـ 2,147 نسمة .